# Thierry Moutinho
Thierry Rua Moutinho (ur. 26 lutego 1991 w Genewie) – szwajcarski piłkarz występujący na pozycji napastnika w Cultural Leonesa.